# Loki: Heroes of Mythology
Loki: Heroes of Mythology — компьютерная игра жанра RPG-Hack and slash. Сюжет, атмосфера, локации и враги взяты из ацтекской, египетской, греческой, и скандинавской мифологий.
Игрок может выбрать одного из четырёх персонажей, каждый символизирует одну из мифологий, в зависимости от выбранного героя различается порядок прохождения уровней игры. По ходу сюжета игрок поучаствует в таких мифологических и исторических событиях как падение Трои, завоевание Америки, Рагнарёк и встретит мифических героев Ахиллеса, Тора и реальных людей: Кортеса, Эхнатона.

## Сюжет
С самого начала существования мира появились боги, затем — люди и разные мифические существа, весь мир был соединен: греки могли попасть в мир египтян, а ацтеки в — мир скандинавам, всего было четыре мира (ацтекский, греческий, египетский, скандинавский), которые составляли одно целое. Затем боги посовещались и решили, что лучше будет закрыть эти пути, и теперь только боги знали как попасть из одного мира в другой. Боги также поделили место своего обитания. Больше всего не повезло египтянам: у них жил бог Сет, который был богом зла и хаоса, и в Египте происходили ужасные вещи: очень частые засухи, в результате чего гибли посевы и умирали от голода домашние животные, вдруг начинались в деревнях эпидемии, монстры нападали на людей и убивали их. Тогда Осирис собрал других египетских богов и они вместе напали на Сета и победили его, заточили в гробницу, где он находился много лет. Во время его заточения все беды людей ушли. Но Сет смог освободиться из своей тюрьмы и собрал большую армию из монстров и легендарных чудовищ (волк Фенрир, дракон Фарфнир, горгона Медуза). Теперь он хочет отомстить. Мир был изолирован: греки уже забыли, когда видели ацтеков, а египтяне — скандинавов. Но теперь у Сета армия, и он хочет завоевать весь мир. Игра начинается в мире избранного героя (одного из четырёх). Местные духи и мифические существа уже встали на сторону злого бога и мешают герою спасти мир, для сражения с Сетом придется уничтожить их. Герой, убив босса в мире, где он жил, находит путь в другие миры и выбирает, в какой следующий мир отправиться и какого следующего босса уничтожить. Победив боссов во всех четырёх мирах, герой должен сразиться с Сетом, чтобы спасти мир.

## Классы персонажей
Имеется 4 класса персонажей, каждый из которых имеет свой стиль боя и навыки.
Навыки каждого персонажа представлены здесь как поклонение богам.
Греческая воительница — стремительный боец, наносит быстрые и смертельные удары, умеет хорошо стрелять из лука и владеет копьём, из-за небольшой выносливости необходимо хорошо маневрировать во время боя.
Поклоняясь Артемиде, богине охоты, греческая героиня сама становится ловкой охотницей, вооружённой луком и диском. Она использует силы льда и яда, чтобы сделать свои стрелы ещё смертоноснее.
Поклоняясь Афине, богине мудрости, греческая героиня становится опытным мечником, но также сохраняет способность умело обращаться с оружием дальнего боя. Её щит и сила молнии надежно защищают её в сражении.
Поклоняясь Аресу, богу войны, греческая героиня обретает способность устанавливать ловушки, поражающие её противников огнём и ядом и способные невероятно ослабить любого, кто захочет причинить ей вред.
Ацтекская шаманка — специализируется на призыве разных существ и владеет боевой магией, слаба в ближнем бою.
Поклоняясь Кетцалькоатлю, пернатому змею, ацтекская героиня получает способности, позволяющие ей призывать себе на помощь различных существ. Эти существа обладают своими особыми способностями, основанными на огне и яде.
Поклоняясь Тецкатлипоке, богу ночи, ацтекская героиня получает умения, позволяющие ей превратиться в стремительную пантеру, разрывающую своих врагов на кусочки, или в могучего духа, накладывающего на противников мощные проклятья.
Поклоняясь Миктлантекутли, богу загробного мира, ацтекская героиня получает возможность переходить в мир духов, где она может использовать души мертвых, чтобы расправляться с врагами.
Египетский колдун — специализируется в магии огня, слаб в ближнем бою.
Поклоняясь Ра, богу солнца, египетский герой получает способность использовать множество огненных заклинаний, как нельзя лучше подходящих для того, чтобы сражаться, не приближаясь к противнику на расстояние удара.
Поклоняясь Сету, богу зла и хаоса, египетский герой получает способности, позволяющие ему использовать различные заклинания тьмы, испепеляющие противников и накладывающие на них страшные проклятья.
Поклоняясь Гору, богу неба, египетский герой получает способность взывать к силам небес и обрушивать на врагов разрушительные молнии. Кроме того, он сможет призывать мумию могучего фараона.
Скандинавский воин — специалист ближнего боя, высокая сила и выносливость позволяют ему стоять в самой гуще врагов, но из-за малой подвижности слаб против лучников и магов.
Поклоняясь Одину, богу мудрости, скандинавский герой становится хитрым бойцом, который сражается копьём или посохом и одерживает над врагами верх силой чар и ледяных заклинаний.
Поклоняясь Тору, богу грома, скандинавский герой становится могучим и выносливым воином, который сражается двуручным оружием и поражает своих противников ударами молний.
Поклоняясь Тюру, богу войны, скандинавский герой становится умелым полководцем, который сражается двумя клинками или закрывается щитом. Его боевые кличи вдохновляют союзников на подвиги.

## Игровой процесс
Режим одиночной игры позволяет вам погрузиться в приключения, выбрав одного из четырёх героев. С этим героем вам предстоит пройти через четыре главы игры. Однако в игре есть три уровня сложности, так что для получения полного впечатления от игры, её нужно будет пройти трижды. Уровни генерируются случайным образом, так что вам не придется несколько раз проходить по одному и тому же пути. Более того, если вы хотите узнать окончание всей истории, ваш герой должен сразиться в последней битве, а для этого у него должно быть достаточно опыта, он должен обладать полным набором навыков и быть одетым в лучшее снаряжение, которое вам только удастся отыскать.
Когда вы начинаете игру, вы можете выбрать одного из четырёх персонажей: греческую воительницу, ацтекскую шаманку, египетского колдуна или скандинавского воина. У каждого из героев есть свои преимущества, свои недостатки и свой стиль сражений. Игра всегда начинается в родном мире выбранного вами героя. После завершения первого акта вы можете выбирать, в каком порядке проходить три оставшихся мира.
Любой герой из одиночного режима игры может быть использован в сетевой игре.

### Уровни сложности
В игре есть три уровня сложности: Смертный, Герой и Бог.
Смертный: Ваш герой начинает игру на уровне сложности «Смертный». Его ни в коей мере нельзя назвать слабым, но все же он (или она) менее устойчив к атакам. Однако этот уровень позволит вам познакомиться с игрой, а враги также будут менее могущественными.
Герой: Когда вы закончите уровень «Смертный», вы можете перейти на следующий уровень. На нём вашего героя ждут новые, более могущественные монстры, но он(а) будет набирать больше опыта и получать больше навыков, а кроме того находить более интересные и ценные предметы.
Бог: Этот уровень позволит вам наконец узнать, чем заканчивается история. Монстры будут невероятно сильными, но и предметы, которые вы будете находить, будут достойны самих богов.
|                           | Смертный    | Герой             | Бог               |
| ------------------------- | ----------- | ----------------- | ----------------- |
| Уровень монстров          | До 60       | До 120            | До 200            |
| Уровень предметов         | Героический | Легендарный       | Божественный      |
| Уровень сырья             | Металлы     | Драгоценные камни | Драгоценные камни |
| Опыт за убийство монстров | Нормально   | Много             | Очень много       |

### Характеристики
Каждый герой начинает игру с определённым значением характеристик. Эти значения растут по мере развития персонажа, при этом отражая боевой стиль каждого из героев. Когда ваш герой получает новый уровень, ему дается пять очков характеристик, которые вы можете распределить так, как считаете нужным. Кроме того, с каждым новым уровнем на определённое значение повышается максимальное здоровье и мана героя.
Сила: Увеличивает физические повреждения, которые наносит герой.
Ловкость: Увеличивает вероятность попасть по врагу и уклониться от его удара.
Интеллект: Увеличивает магические повреждения, которые наносит герой.
Выносливость: Увеличивает количество здоровья героя.
Энергия: Увеличивает количество маны героя.
Здоровье: Количество здоровья вашего героя. Чем ближе это значение к нулю, тем ближе герой к смерти.
Мана: Уровень магической энергии героя.

## Разработка
Разработкой игры занималась Cyanide Studio, хорошо известная по игре Chaos League. По словам главного художника Loki: Heroes of Mythology Томаса Воклина, игра была задумана как одиссея и эпическая сказка. К мифическим героям разработчики решили обратиться, так как намеревались вернуться к истокам жанра и истокам героического фэнтези — мифологиям различных народов мира. Целевой аудиторией проекта Воклин назвал четыре миллиона игроков, игравших в Diablo 2.
Релиз игры состоялся летом 2007 года. В Steam игра стала доступна в октябре того же года.
Для игры по сети игроки использовали сервера Gamecenter. После их отключения серверов один из игроков предложил перейти на Tunngle.

## Отзывы в прессе
| Сводный рейтинг       | Сводный рейтинг     |
| Агрегатор             | Оценка              |
| --------------------- | ------------------- |
| GameRankings          | 61,22 %             |
| Metacritic            | 61 / 100 (21 обзор) |
| MobyRank              | 66 / 100            |
| TopTenReviews         | [ 15 ]              |
| Иноязычные издания    |                     |
| Издание               | Оценка              |
| 1UP.com               | D+                  |
| AllGame               | [ 17 ]              |
| CVG                   | 7,3 / 10            |
| Eurogamer             | 5 / 10              |
| GameSpot              | 7,0 / 10            |
| GamesRadar+           | [ 21 ]              |
| IGN                   | 6,0 / 10            |
| Русскоязычные издания |                     |
| Издание               | Оценка              |
| Absolute Games        | 61 %                |
| «PC Игры»             | 7,0 / 10            |
| «Домашний ПК»         | [ 25 ]              |
| «Игромания»           | 5,5 / 10            |
| «Игры Mail.ru»        | 6,0 / 10            |
| «ЛКИ»                 | 68 %                |